# 月光 (TUBEの曲)
「月光」は2003年10月22日に発売されたTUBEの41枚目のシングル。

## 概要
めざましテレビとのタイアップにより、四季ごとに異なる4曲のテーマソングを製作することとなった。表題曲はその「春・夏・秋・冬」シングルの第3弾で、「秋」をイメージした楽曲。四部作のなかでは、最高順位、売上ともに最も低かった。
前作同様、レーベルゲートCDとして発表された。現在はレーベルゲートCD盤は廃盤となっており、CD-DAとして再発売されている。

## 収録曲
| 全作詞: 前田亘輝、全作曲: 春畑道哉、全編曲: TUBE。 |                          |          |            |      |
| #                                                  | タイトル                 | 作詞     | 作曲・編曲 | 時間 |
| 1.                                                 | 「月光」                 | 前田亘輝 | 春畑道哉   | 3:59 |
| 2.                                                 | 「愛について夢について」 | 前田亘輝 | 春畑道哉   | 4:32 |
| 3.                                                 | 「月光 (Instrumental)」  | 前田亘輝 | 春畑道哉   | 3:56 |
| 合計時間:                                          | 合計時間:                | 12:27    |            |      |

## 収録アルバム
- 夏景色 (#1)
- All Singles TUBEst -White- (#1)

## タイアップ
月光
- フジテレビ系「めざましテレビ」テーマソング